# Lyncides coquerelii
Lyncides coquerelii är en insektsart som först beskrevs av Victor Antoine Signoret 1860.  Lyncides coquerelii ingår i släktet Lyncides och familjen Dictyopharidae. Inga underarter finns listade i Catalogue of Life.